# هكساكوسان-1-ول
هكساكوسان-1-ول هو كحول دهني ذو ستةٍ وعشرين ذرة كربون، صيغته الجزيئية هي C26H54O. يتميز هكساكوسان-1-ول بأن لونه أبيض وأنه شمعي وصلب، الكحول غير قابل للذوبان في الماء، وقابل للذوبان بحرية في كلورفورم.